# Steve van Dorpel
Stephen Ceciel „Steve“ van Dorpel (* 13. Dezember 1965 in Amsterdam; † 7. Juni 1989 bei Zanderij, Suriname) war ein niederländischer Fußballspieler surinamischer Abstammung. Er starb mit weiteren Spielern der Kleurrijk Elftal, einer Auswahl von Spielern mit surinamischen Wurzeln, beim Absturz des Surinam-Airways-Flugs 764 am 7. Juni 1989 nahe dem Johan Adolf Pengel International Airport.

## Biografie
Van Dorpel wurde als Sohn surinamischer Einwanderer in Amsterdam geboren. Sein biologischer Vater, zu dem er kaum Kontakt hatte, war Torwart beim surinamischen Rekordmeister SV Robinhood gewesen. Steve van Dorpel wuchs im Amsterdamer Stadtteil Bijlmer auf, einem Anfang der 1970er Jahre mit zahlreichen Hochhäusern designten Wohngebiet, in dem nach der Unabhängigkeit Surinames viele Auswanderer aus der ehemaligen Kolonie Wohnung fanden. Diese Herkunft brachte ihm den Beinamen de parel van Bijlmer („die Perle von Bijlmer“) ein.
In der Saison 1986/87 spielte van Dorpel beim FC Volendam in der Eerste Divisie, wo der Stürmer mit vier Toren in elf Spielen zur Zweitligameisterschaft und zum Aufstieg beitrug. Aufsehen erregte er, als er beim 4:2-Sieg in der ersten Runde des KNVB-Pokals beim sc Heerenveen allein dreimal traf. Nach dem Aufstieg kam er in der folgenden Spielzeit zunächst in acht Spielen für die Volendamer zum Einsatz und wurde danach an DS’79 aus Dordrecht ausgeliehen, wo er weitere acht Spiele in der Eredivisie absolvierte und einen Treffer erzielte. In der Eredivisie-Saison 1988/89 war er mit zwölf Treffern bester Schütze des FC Volendam. Insgesamt erzielte er für die Nordholländer 22 Tore. Sein Partner im Sturm und bester Freund war der spätere Nationalspieler Wim Jonk.
Neben seiner Profilaufbahn engagierte sich van Dorpel für die Kleurrijke Elftal von Racing-Club-Heemstede-Trainer Nick Stienstra, der wie van Dorpels Vater beim SV Robinhood gespielt hatte. In dieser Elf waren Profis und Halbprofis mit surinamischem Hintergrund aus den niederländischen Ligen aktiv, darunter Nationalspieler Henny Meijer und Ajax-Torwart Stanley Menzo. Am Ende der Saison 1988/89 stand van Dorpel mit Roda JC in Verhandlungen über einen möglichen Wechsel. Doch bevor Einigkeit erzielt wurde, berief Stienstra den 23-Jährigen zu einer Reise seiner Auswahlmannschaft nach Suriname. Beim Landeanflug stürzte das Flugzeug ab. Van Dorpel und 13 weitere Spieler der „Farbenfrohen Elf“ waren unter den 176 Opfern des Flugunfalls. Am 16. Juni 1989 wurde Steve van Dorpel auf dem Friedhof De Nieuwe Ooster in Amsterdam beerdigt. Sein Grab ist einem Fußballfeld mit einem Ball auf dem Anstoßkreis nachempfunden.
Steve van Dorpel war ein Onkel der Fußballprofis Kevin Bobson und Etiënne Esajas. Da die Familie Esajas, aus der seine Mutter stammte, mehrere erfolgreiche Fußballspieler in ihren Reihen hatte, trug sich van Dorpel mit dem Gedanken, sich in Steve Esajas umzubenennen.

## Andenken
Zur Erinnerung an Steve van Dorpel wurde hinter der Polizeistation am Einkaufszentrum Amsterdamse Poort in Amsterdam-Zuidoost 1991 ein Standbild aufgestellt, das der Künstler Nelson Carrilho gefertigt hatte. Schon ein Jahr zuvor wurde eine Sporthalle nahe dem Volendamer Kras Stadion nach ihm Steve van Dorpel hal benannt.

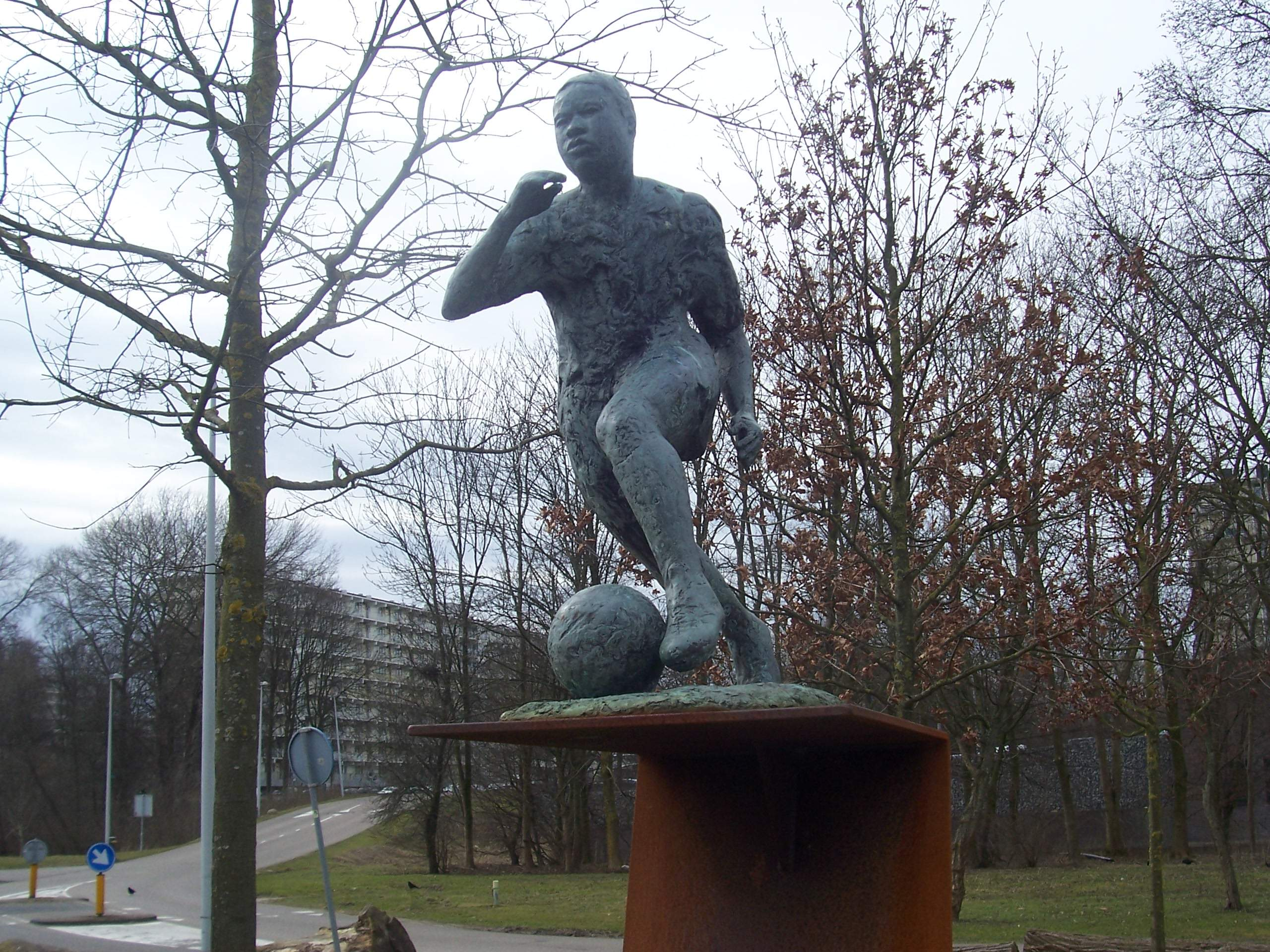
Steve van Dorpel Standbild in Amsterdam